# N'Sigha
N'Sigha (também escrito Nessirha ou En Nessirha) é uma vila na comuna de El M'Ghair, no distrito de El M'Ghair, província de El Oued, Argélia. A vila está localizada na ferrovia entre Biskra-Touggourt, a 8 quilômetros (5 milhas) ao norte de El M'Ghair.